# Natàlia Boiàrskaia
Natàlia Serguéievna Boiàrskaia (en rus: Наталья Сергеевна Боярская) (Txità, 27 de febrer de 1983) és una ciclista russa, professional des del 2006. Campiona nacional en ruta el 2007 i el 2016. Va participar en els Jocs Olímpics d'Estiu de 2008 quedant 40a a la prova en ruta i 16a a la prova en contrarellotge.

## Palmarès
- 2006
  - Vencedora d'una etapa a la Ruta de França
- 2007
  -  Campiona de Rússia en ruta
- 2008
  - 1a al Tour féminin en Limousin i vencedora d'una etapa
- 2011
  - Vencedora d'una etapa a la Gracia Orlová
- 2013
  -     - 1a a la Volta a Adiguèsia i vencedora de 2 etapes

  - 1a al Gran Premi de Maikop
- 2014
  - 1a a la Volta a Adiguèsia i vencedora de 2 etapes
  - Vencedora d'una etapa a la Gracia Orlová
- 2015
  - Vencedora d'una etapa a la Volta a Adiguèsia
- 2016
  -  Campiona de Rússia en ruta
  - Vencedora d'una etapa al Tour de Feminin-O cenu Českého Švýcarska